# Kangerlussuaq-Museum
Das Kangerlussuaq-Museum (dänisch Kangerlussuaq Museum, grönländisch Kangerlussuup Katersugaasivia) ist das Heimatmuseum (Lokalmuseum) von Kangerlussuaq.

## Geschichte
Das Kangerlussuaq-Museum wurde 1997 eröffnet und war lange Zeit privat organisiert. Das Gebäude war Eigentum von Mittarfeqarfiit. 2015 wurde das Museum an das Sisimiut-Museum angeschlossen, nachdem es drohte geschlossen werden zu müssen, und wird seither von dort aus mitverwaltet.

## Gebäude
Das Museumsgebäude hat die Gebäudenummer B-1714. Es wurde 1953 errichtet und diente anfangs als Transithotel für SAS Scandinavian Airlines. Wenig später wurde es von den Vereinigten Staaten übernommen, die es als Hauptverwaltungsgebäude der Sondrestrom Air Base nutzten. In den 1990er Jahren verließen die USA die Militärbasis, sodass das Museum das Gebäude übernehmen konnte.

## Ausstellung
Das Kangerlussuaq-Museum zeichnet sich in Grönland dadurch aus, dass es sich nicht auf grönländische Kulturgeschichte konzentriert, sondern die Geschichte des Dorfs als ehemalige Militärbasis und heutigen Zentralflughafen Grönlands thematisiert. Damit ist es vor allem ein Luftfahrt- und Militärmuseum. Dazu werden auch frühgeschichtliche Funde aus der Gegend behandelt sowie die Geschichte Kangerlussuaqs als Forschungsstandort in Grönland.